# 奥斯卡·格雷瓜尔
奥斯卡·格雷瓜尔（法語：Oscar Grégoire，1877年3月26日—1947年9月28日），比利时男子游泳、水球运动员。他曾代表比利时参加1900年、1908年和1912年夏季奥林匹克运动会，获得二枚银牌和一枚铜牌。